# یاندلسبرون
یاندلسبرون (به آلمانی: Jandelsbrunn) یک شهر در آلمان است که در بایرن واقع شده‌است.

## خصوصیات
یاندلسبرون ۴۲٫۴۰ کیلومترمربع مساحت دارد ۶۵۷ متر بالاتر از سطح دریا واقع شده‌است.